# 16. listopada
16. listopada (16. 10.) 289. je dan godine po gregorijanskom kalendaru (290. u prijestupnoj godini).
Do kraja godine ima još 76 dana.

## Događaji
- 456.  - Ricimer pobjeđuje u bitci rimskog cara Avita nakon čega postaje gospodar carstva.
- 1793. – Marija Antoaneta, žena Luja XVI. giljotinirana za vrijeme Francuske revolucije.
- 1813. – dolazi do bitke naroda kod Leipziga kada je Napoleon definitivno poražen.
- 1895. – U Zagrebu je spaljena mađarska zastava u znak prosvjeda protiv mađarizacije.
- 1923. –  Walt Disney i njegov brat Roy Disney osnovali Kompaniju Walt Disney.
- 1945. – U Québecu je utemeljena Organizacija za prehranu i poljoprivredu.
- 1946. – Nad desetoricom njemačkih nacista optuženih u Nürnberškom procesu izvršena je smrtna kazna.
- 1970. – U Kanadi je, nakon otmica i pokušaja ubojstava separističke organizacije pokrajine Quebeck FLQ, uvedeno opsadno stanje.
- 1978. – U Rimu Karol Wojtyla izabran za papu.
- 1978. – U Parizu su UDBA-ški teroristi ubili hrvatskog iseljeničkog novinara i pisca Bruna Bušića.
- 1984. – Desmond Tutu dobio Nobelovu nagradu za mir.
- 1991. – U obrani Vukovara kod Trpinjske ceste poginuo je general Blago Zadro, ratni zapovjednik obrane Borova Naselja.

| - 1801. – Josip Jelačić Bužimski, hrvatski grof, dalmatinsko-hrvatsko-slavonski ban († 1859.) - 1829. – Honorat Kozminski, poljski katolički svećenik, blaženik († 1916.) - 1854. – Oscar Wilde, irski književnik († 1900.) - 1885. – Joseph Kentenich, njemački katolički svećenik († 1968.) - 1890. – Sveta Marija Goretti, talijanska svetica († 1902.) - 1927. – Günter Grass, njemački književnik i nobelovac - 1958. – Tim Robbins, američki glumac, redatelj i scenarist - 1962. – Michael "Flea" Balzary američki bas gitarist i trubadur - 1963. – Danko Cvjetičanin, hrvatski košarkaš - 1979. – Božo Petrov, hrvatski političar i psihijatar - 1985. – Casey Stoner, australski vozač motociklističkih utrka - 1986. – Inna, rumunjska pjevačica - 1997. – Naomi Osaka, japanska tenisačica | - 1879. – Sergej Solovjov, ruski povjesničar (* 1820.) - 1959. – George Marshall, američki general i političar (* 1880.) - 1978. – Bruno Bušić, hrvatski domoljub i borac za neovisnost (* 1939.) - 1982. – Jakov Gotovac, hrvatski skladatelj i dirigent (* 1895.) - 1991. – Boris Papandopulo, hrvatski skladatelj i dirigent (* 1906.) - 1991. – Blago Zadro, hrvatski vojni zapovjednik u Domovinskom ratu (* 1944.) - 1991. – Alfred Hill, hrvatski vojni zapovjednik u Domovinskom ratu - 2000. – Vera Johanides, hrvatska biologinja (* 1917.) - 2007. – Deborah Kerr, škotsko-američka glumica (* 1921.) - 2007. – Toše Proeski, makedonski pjevač pop i makedonske tradicijske glazbe (* 1981.) |

## Blagdani i spomendani
- Europski dan darivanja organa
- Svjetski dan hrane
- Dan grada Zaprešića
- Dan rječnika
- Dan Zapovjedno-stožerne škole Blago Zadro
- Sveti Gal Irski